# Stauropoctonus bombycivorus
Stauropoctonus bombycivorus är en stekelart som först beskrevs av Johann Ludwig Christian Gravenhorst 1829.  Stauropoctonus bombycivorus ingår i släktet Stauropoctonus och familjen brokparasitsteklar. Arten är reproducerande i Sverige. Inga underarter finns listade i Catalogue of Life.